# مقاطعة لي (كارولاينا الشمالية)
مقاطعة لي (بالإنجليزية: Lee County)‏ هي إحدى مقاطعات ولاية كارولاينا الشمالية في الولايات المتحدة الأمريكية. مركز المقاطعة أو مقعدها هي مدينة سانفورد. تأسست هذه المقاطعة سنة 1907.أصل هذه المقاطعة يأتي من: مقاطعة تشاتهام ومقاطعة مور.

## أعلام
- إف. إم. كروفورد
- تشارلز دونكان ماكيفر